# Шаров Олександр Миколайович
Олекса́ндр Микола́йович Шаро́в  (нар. 17 жовтня 1954 в с.Берюх, Путивльського району, Сумської області) – український економіст. Доктор економічних наук (1995), професор (1998)1
Біографічні відомості
Олександр Миколайович Шаров народився 17 жовтня 1954 року в с. Берюх (нині – Руднєве) Путивльського району Сумської області. У 1976 році закінчив Тернопільський фінансово-економічний інститут (спеціальність – фінанси та кредит).  
   З 2015 року - на науковій роботі в Інституті економіки і прогнозування НАН України . 
  Автор більше 200 публікацій, в тому числі монографій:
Эволюция денег при капитализме (1990) 
Конвертируемость валют (1995)
Економічна дипломатія: основи, проблеми та перспективи (2019)
Грошова глобалізація (2020)
Глобалізація грошей (2022) 
Заступник головного редактора Журналу європейської економіки
Член Наукової Ради Редакції журналу Futuri (Італія)